# Nioro del Rip
Nioro del Rip és una ciutat del sud-oest del Senegal, situada a aproximadament 60 km al sud-és de Kaolack i a 27 quilòmetres de la frontera amb Gàmbia.

## Història
La ciutat és d'una importància capital pel país; en principi sobre el plànol històric, era la capital del Rip (regne del almamy Maba Diakhou Bâ). El fundador del muridisme, Cheikh Ahmadou Bamba Mbacké, hi va estar un temps.
El Departament de Nioro conté misteriosos cercles mégalítics, que s'atribueixen als sereres i que no es veuen en cap altre lloc.
Mentre que la ciutat portava inicialement el nom de Paos-Dimbar, Maba Diakhou Ba, després d'haver conquistat la ciutat l'any 1861, la va rebatejar Nioro del Rip: el nom Nioro li va donar per la ciutat de Nioro del Sahel, que el seu aliat al-Hadjdj Umar Tall acabava de conquistar i el nom de Rip li va donar pel nom que portava l'estat dels Badibou, una província autonoma del regne del Saloum (anteriorment sota el control de la família Marone durant més de 4 segles; els Marone eren una família procedent de Mali) que Maba Diakhou havia sotmès i rebatejat Rip. Fou sotmesa a França el 1865.

## Administració
El Municipi és capital del departament de Nioro del Rip, a la Regió de Kaolack.

## Geografia
Nioro del Rip es troba sobre la carretera nacional N4 que connecta Kaolack a Ziguinchor travessant Gàmbia.
Les localitats més pròximes són Keur Ali Gueye, Paoskoto, Diamaguene, Keur Bidji Ouri, Lougue, Bamba, Bakesaloum, Mbaye Faye Fafa i Mbap.

### Població
L'organització social revela la riquesa de la societat africana ; gairebé totes les ètnies del Sénégal hi són representades i hi viuen en harmonia. Les més nombroses són els wòlofs, haal-poular (peul, tuculor, laobés…), sereres, mandings, Dioles o joles, mancagnes, diakhankés, maures, etc.
En el moment dels cens de 1988 i 2002, la població s'elevava respectivament a 11.841 i 13.976 persones.
El 2007, segons les estimacions oficials, Nioro del Rip tindria 15.643 habitants.

### Economia
Sobre el pla econòmic, Nioro constitueix un relleu entre el nord i el sud, i és el centre de la conca cacauetera que proporciona els cacauets, primera cultura comercial del Senegal.